# Festival Arena di Verona

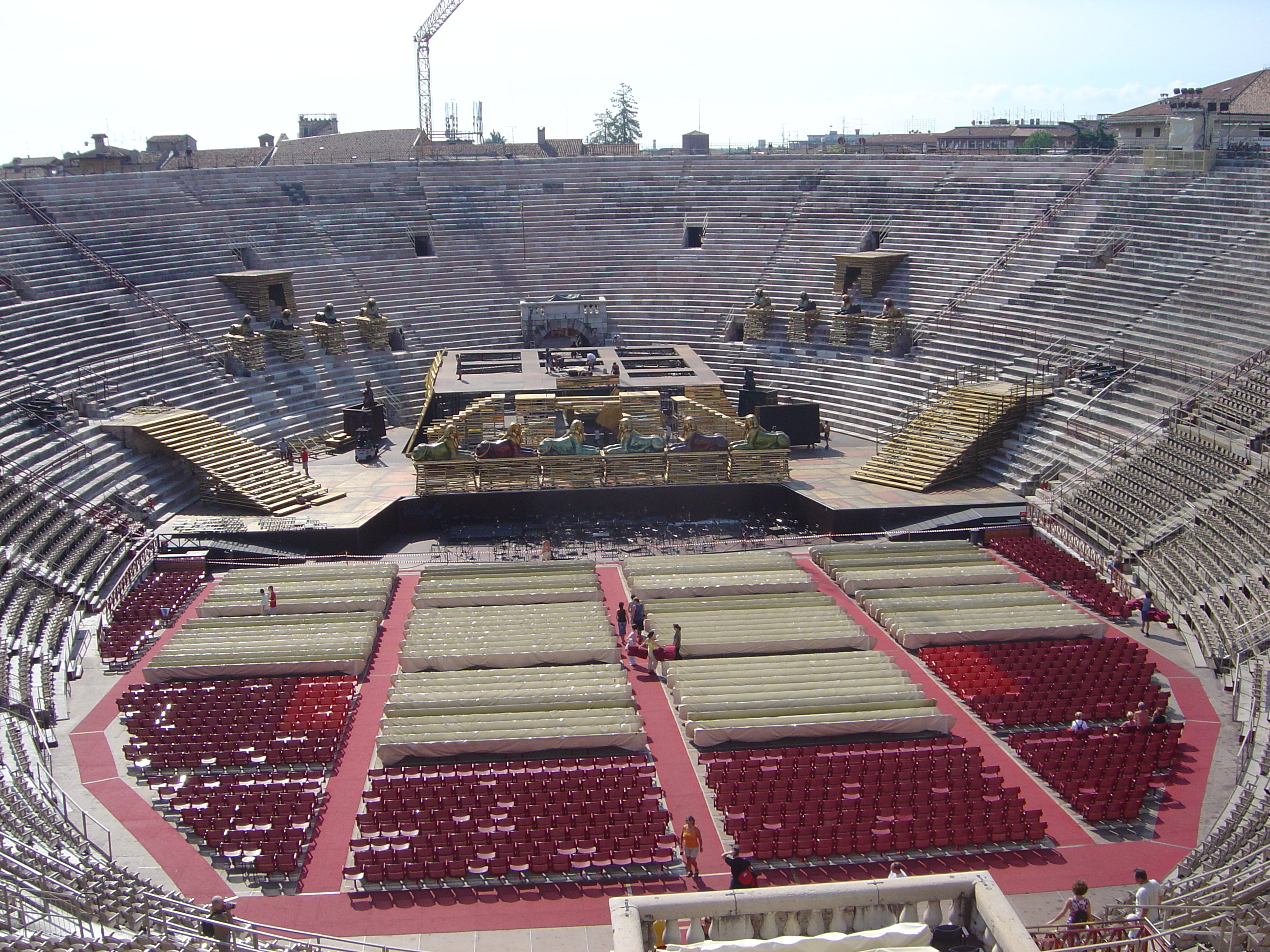
arena, Verona, Italy

O Festival da Arena di Verona é um festival de ópera de verão, que tem lugar na Arena de Verona, na cidade de Verona, Itália.
A primeira ópera foi apresentadas em 1913, para comemorar o centenário do nascimento de Giuseppe Verdi, e tiveram produção do tenor Giovanni Zenatello e do empresário teatral Ottone Rovato. A encenação de Aida no maior teatro lírico ao ar livre do mundo deu início a uma longa tradição. No ano seguinte, Zenatello e outros voltaram e, nos anos anteriores a 1936, várias organizações assumiram as apresentações.
Com a aprovação de legislação específica, em 1998, as instituições responsáveis pela organização do festival foram transformadas numa fundação privada, a Fundação Arena di Verona, que é atualmente a responsável pela organização do festival.